# 阪神高速31號神戶山手線
阪神高速31號神戶山手線（日语：／ Hanshin kōsoku 31 gō Kōbe-Yamate sen */?）起於日本兵庫縣神戶市長田區南駒榮町，至7號北神戶線白川系統交流道，為阪神高速道路其中一路線。

## 概要

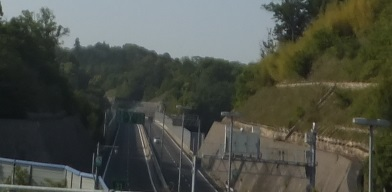
終點附近
攝於神戶市須磨區白川

湊川系統交流道～白川系統交流道間路段於通車後可往來3號神戶線與7号北神戶線。往5號灣岸線延伸部的路段現正施工中。

### 路線名
- 國道2號 大阪灣岸道路西伸部 南駒榮系統交流道～駒榮出入口
- 神戶市道高速道路2號線 駒榮出入口～白川系統交流道

### 道路規格
- 道路分級 : 第2種第2級
- 設計速度 : 60km/h
- 車道數 : 4車道
- 交流道 : C規格、設計速度40km/h

## 出入口
- 出入口編號欄的背景色為■顯示該部分道路已經啟用，設施名稱欄的背景色為■顯示該部分設施尚未啟用，未通車路段名稱皆為臨時名稱。
- 全線都位於日本兵庫縣神戶市內。

| 交流道 編號 | 中文設施名稱   | 日文設施名稱 | 英文設施名稱 | 接續路線名稱           | 起點 里程 （公里） | 備註                       | 所在地 |
| ----------- | -------------- | ------------ | ------------ | ---------------------- | ------------------ | -------------------------- | ------ |
| -           | 南駒榮JCT      |              | /            | 阪神高速5號灣岸線      | 0.0                | 興建中                     | 長田區 |
| -           | 駒榮出入口     |              | /            |                        | 0.8                | 興建中                     | 長田區 |
| -           | 湊川JCT        |              |              | 3號神戶線 大阪市街方向 | 1.4                |                            | 長田區 |
| 31-02       | 神戶長田出入口 |              |              | 兵庫縣道21號神戶明石線 | 2.3                | 姬路、三田、寶塚方向出入口 | 長田區 |
| 31-03       | 妙法寺出入口   |              |              |                        | 6.3                | 神戶長田方向出入口         | 須磨區 |
| 31-04       | 白川南出入口   |              |              |                        | 7.3                |                            | 須磨區 |
| -           | 白川JCT        |              |              | 7號北神戶線            | 9.6                |                            | 須磨區 |

## 歷史

### 年表
- 1984年 : 開工
- 1990年-1997年間 : 建設暫時中斷[a]
- 2003年8月26日 : 神戶長田出入口 - 白川系統交流道間通車
- 2010年12月18日 : 湊川系統交流道 - 神戶長田出入口間通車

### 通車預定年度
- 南駒榮系統交流道 - 駒榮出入口
- 駒榮出入口 - 湊川系統交流道 : 未定

## 路線狀況
- 湊川系統交流道 - 神戶長田出入口路段是興建在新湊川下方的水底隧道，因此禁止載運危險物車輛通行。[1]。

### 車道與速限
| 區間                            | 車道 上下線=上行線+下行線 | 速限   |
| ------------------------------- | ------------------------- | ------ |
| 湊川系統交流道 - 白川系統交流道 | 4=2+2                     | 60km/h |

### 道路資訊廣播
- 妙法寺（神戶長田 - 白川南）

阪神高速的道路資訊廣播開頭會以「這裡是阪神高速路側○○（局名）。午前（午後）○○時○○分為您播報現在的道路資訊。」的形式放送。

### 管轄單位
全線由兵庫縣警察高速道路交通警察隊垂水分駐隊管轄。

### 交通量
平日24小時交通量（台）　道路交通調查
| 區間                            | 平成17（2005）年度 | 平成22（2010）年度 | 平成27（2015）年度 |
| ------------------------------- | ------------------ | ------------------ | ------------------ |
| 湊川系統交流道 - 神戶長田出入口 | 調査当時未開通     | 調査当時未開通     | 18,538             |
| 神戶長田出入口 - 妙法寺出入口   | 17,204             | 14,425             | 24,118             |
| 妙法寺出入口 - 白川南出入口     | 17,204             | 11,746             | 22,018             |
| 白川南出入口 - 白川系統交流道   | 17,204             | 14,530             | 21,420             |

（來源：「平成22年度道路交通調查 （页面存档备份，存于）」・「平成27年度全国道路・街路交通情勢調査 （页面存档备份，存于）」（自國土交通省網頁摘取資料作成）

## 地理

### 連接高速公路
- 阪神高速5號灣岸線（於南駒榮系統交流道連接：施工中）
- 阪神高速3號神戶線（於湊川系統交流道連接）
- 阪神高速7號北神戶線（於白川系統交流道連接）

### 來源
1. ↑  水底隧道等禁止載運危険物車輛通行規範 （页面存档备份，存于） 高速道路機構官方網站
2. ↑  
兵庫縣高速公路交通警察隊管轄路線圖 的存檔，存档日期2015-09-25.

## 相關文獻
- 阪神高速道路株式會社（監修）『神戶山手線建設事業誌 -山與海連結的歴史浪漫街道-』（財）阪神高速道路管理技術中心（發行）、2009年。
- 『神戶山手線（南伸部）建設事業誌』編輯委員會（編輯）『神戶山手線（南伸部）建設事業誌 -山與海連結的歴史浪漫街道- （神戶長田～湊川系統交流道1.8公里）』阪神高速道路株式會社（發行）、2009年。

## 外部連結
- 阪神高速道路株式会社
  - 神戶山手線（南伸部）通車概要 （页面存档备份，存于）
  - 阪神高速建設中道路 神戶山手線

Template:阪神高速31號神戶山手線